# Marie-Laure Valla
Marie-Laure Annie Michele Valla (geboren 26. April 1963 in Freiburg im Breisgau, Deutschland; gestorben 3. Januar 2022 in Saint-Nazaire, Frankreich) war eine französische Szenenbildnerin.

## Leben
Valla begann ihre Karriere im Filmstab 1993 bei der Filmkomödie Mein Name ist Victor mit Jeanne Moreau in der Hauptrolle. Es folgten Spielfilme wie D’Artagnans Tochter, Die Stadt der verlorenen Kinder und Mein Mann Picasso. Mitte bis Ende der 2000er Jahre arbeitete Valla auch für das Fernsehen, unter anderem für die französischen Fernsehserien Clara Sheller – Verliebt in Paris und Détectives. 
Für Jean-Pierre Jeunets Die fabelhafte Welt der Amélie war sie gemeinsam mit Aline Bonetto 2002 für den Oscar in der Kategorie Bestes Szenenbild nominiert, die Auszeichnung ging in diesem Jahr jedoch an Moulin Rouge.

## Filmografie (Auswahl)
- 1994: D’Artagnans Tochter (La Fille de d’Artagnan)
- 1995: Die Stadt der verlorenen Kinder (La Cité des enfants perdus)
- 1996: Mein Mann Picasso (Surviving Picasso)
- 2001: Die fabelhafte Welt der Amélie (Le fabuleux destin d’Amélie Poulain)
- 2002: The Truth About Charlie
- 2004: Morgen ziehen wir um (Demain on déménage)
- 2007: Mister Lonely
- 2009: Blaubarts jüngste Frau (Barbe bleue)
- 2011: Monsieur Papa
- 2014: Madame Mallory und der Duft von Curry (The Hundred-Foot Journey)

## Auszeichnungen (Auswahl)
- 2002: Oscar-Nominierung in der Kategorie Bestes Szenenbild für Die fabelhafte Welt der Amélie